# Saint-Vallier (Quebec)
Saint-Vallier es un municipio canadiense situado en la provincia de Quebec.

## Superficie
Saint-Vallier tiene una superficie de 44,88 km².

## Demografía
En 2021, tenía 1031 habitantes, una densidad poblacional de 23 hab./km², y 519 viviendas.